# Sveinbjörn Sveinbjörnson
Sveinbjörn Sveinbjörnson (Seltjarnarnes, 28 giugno 1847 – Copenaghen, 23 febbraio 1927) è stato un compositore islandese.

## Biografia
Nato a Seltjarnarnes il 28 Giugno del 1847, divenne celebre per aver composto la musica dell'Inno nazionale islandese, Lofsöngur nel 1874 Fu amico di Johann Svendsen, viaggiò a Copenaghen, Edimburgo e Londra e studiò a Oxford e Lipsia, dove ebbe gli insegnamenti da Carl Reinecke.
Suo padre era un membro del Parlamento, sposò una concertista norvegese di nome Eleanor e per diverso tempo visse nel Canada e in Inghilterra.
Il suo stile unisce la dolcezza lirica di Felix Mendelssohn allo stile compositivo dei suoi coetanei nordici Edvard Grieg, Jean Sibelius ed Edward Elgar.
È celebre, oltre che per aver composto la musica dell'Inno nazionale islandese, per i suoi lavori basati su canzoni del folk islandese, nonché per pregevoli, composizioni strumentali per pianoforte ed archi. Famose, tra le sue opere, di cui esistono registrazioni, le più importanti sono il "Vikivaki", il "Reverie", il "Trio in Mi minore", il "Trio in La minore" (basato su un impianto di temi del folk inglese), l'impromptu "Nocturne" e la "Sonata in Fa Maggiore per pianoforte e violino", eseguita per la prima volta a Winnipeg nel 1922. Il parlamento islandese decise di conferire a Sveinbjörnson un'importante onorificenza ed una pensione che gli permettesse di tornare a vivere in patria dopo aver trascorso 18 anni in Canada. Morì il 23 Febbraio del 1927 a Copenaghen, durante una visita ad un amico.